# Jan Hejda
Pour les articles homonymes, voir Hejda.
Jan Hejda (né le 18 août 1978 à Prague en Tchécoslovaquie aujourd'hui ville de République tchèque) est un joueur professionnel de hockey sur glace.

## Carrière en club
Il commence sa carrière dans la division Élite de son pays en 1997, l'Extraliga au sein d'un des clubs de la capitale pragoise : le HC Slavia Prague. Il y passe la majeure partie de son temps entre 1997 et 2003 avant de quitter le club et le pays pour rejoindre le championnat russe et l'équipe du HK CSKA Moscou.
Lors du repêchage d'entrée dans la Ligue nationale de hockey de 2003, il est choisi lors de la quatrième ronde par les Sabres de Buffalo. En juillet 2006, ses droits sont échangés aux Oilers d'Edmonton et une semaine plus tard, il signe son premier contrat dans la LNH. Il ne joue que l'équivalent d'une demi-saison avec les Oilers avant de prendre au cours de l'été 2007 le chemin des Blue Jackets de Columbus pour un an.
Le 1er juillet 2011, il signe un contrat avec l'Avalanche du Colorado portant sur trois saisons et d'un montant de 3,25 millions de dollars par saison.

## Statistiques
| Saison     | Équipe                    | Ligue      |     | Saison régulière | Saison régulière | Saison régulière | Saison régulière | Saison régulière |   | Séries éliminatoires | Séries éliminatoires | Séries éliminatoires | Séries éliminatoires | Séries éliminatoires |
| Saison     | Équipe                    | Ligue      | PJ  | B                | A                | Pts              | Pun              | PJ               | B | A                    | Pts                  | Pun                  |                      |                      |
| 1997-1998  | HC Slavia Prague          | Extraliga  | 44  | 2                | 4                | 6                | 51               | 5                | 0 | 0                    | 0                    | 6                    |                      |                      |
| 1998-1999  | HC Slavia Prague          | Extraliga  | 35  | 1                | 2                | 3                | 36               | -                | - | -                    | -                    | -                    |                      |                      |
| 1999-2000  | HC Slavia Prague          | Extraliga  | 26  | 1                | 2                | 3                | 14               | -                | - | -                    | -                    | -                    |                      |                      |
| 1999-2000  | HC Havířov Panthers       | Extraliga  | 7   | 0                | 2                | 2                | 6                | -                | - | -                    | -                    | -                    |                      |                      |
| 1999-2000  | HC Liberec                | 1.liga     | 1   | 0                | 0                | 0                | 4                | -                | - | -                    | -                    | -                    |                      |                      |
| 2000-2001  | HC Slavia Prague          | Extraliga  | 38  | 2                | 6                | 8                | 70               | 11               | 3 | 0                    | 3                    | 12                   |                      |                      |
| 2000-2001  | SK Kadaň                  | 1.liga     | 8   | 1                | 0                | 1                | 6                | -                | - | -                    | -                    | -                    |                      |                      |
| 2001-2002  | HC Slavia Prague          | Extraliga  | 42  | 9                | 8                | 17               | 52               | 9                | 1 | 1                    | 2                    | 14                   |                      |                      |
| 2002-2003  | HC Slavia Prague          | Extraliga  | 52  | 6                | 11               | 17               | 44               | 17               | 5 | 8                    | 13                   | 12                   |                      |                      |
| 2003-2004  | CSKA Moscou               | Superliga  | 60  | 1                | 6                | 7                | 26               | -                | - | -                    | -                    | -                    |                      |                      |
| 2004-2005  | CSKA Moscou               | Superliga  | 60  | 2                | 11               | 13               | 59               | -                | - | -                    | -                    | -                    |                      |                      |
| 2005-2006  | Khimik Moskovskaïa Oblast | Superliga  | 50  | 3                | 13               | 16               | 56               | 9                | 2 | 3                    | 5                    | 24                   |                      |                      |
| 2006-2007  | Oilers d'Edmonton         | LNH        | 39  | 1                | 8                | 9                | 20               | -                | - | -                    | -                    | -                    |                      |                      |
| 2006-2007  | Bulldogs de Hamilton      | LAH        | 5   | 0                | 3                | 3                | 21               | -                | - | -                    | -                    | -                    |                      |                      |
| 2007-2008  | Blue Jackets de Columbus  | LNH        | 81  | 0                | 13               | 13               | 57               | -                | - | -                    | -                    | -                    |                      |                      |
| 2008-2009  | Blue Jackets de Columbus  | LNH        | 82  | 3                | 18               | 21               | 38               | 3                | 0 | 0                    | 0                    | 2                    |                      |                      |
| 2009-2010  | Blue Jackets de Columbus  | LNH        | 62  | 3                | 10               | 13               | 36               | -                | - | -                    | -                    | -                    |                      |                      |
| 2010-2011  | Blue Jackets de Columbus  | LNH        | 77  | 5                | 15               | 20               | 28               | -                | - | -                    | -                    | -                    |                      |                      |
| 2011-2012  | Avalanche du Colorado     | LNH        | 81  | 5                | 14               | 19               | 24               | -                | - | -                    | -                    | -                    |                      |                      |
| 2012-2013  | Avalanche du Colorado     | LNH        | 46  | 1                | 9                | 10               | 28               | -                | - | -                    | -                    | -                    |                      |                      |
| 2013-2014  | Avalanche du Colorado     | LNH        | 78  | 6                | 11               | 17               | 40               | 7                | 0 | 0                    | 0                    | 6                    |                      |                      |
| 2014-2015  | Avalanche du Colorado     | LNH        | 81  | 1                | 12               | 13               | 42               | -                | - | -                    | -                    | -                    |                      |                      |
| 2015-2016  | Monsters du lac Érié      | LAH        | 11  | 0                | 0                | 0                | 0                | -                | - | -                    | -                    | -                    |                      |                      |
| Totaux LNH | Totaux LNH                | Totaux LNH | 627 | 25               | 110              | 135              | 317              | 10               | 0 | 0                    | 0                    | 8                    |                      |                      |

## Carrière internationale
Il représente la République tchèque lors de certains compétitions internationales :
- Championnat du monde
  - 2003 - 4e place
  - 2004 - 5e place
  - 2005 -   Médaille d'or